# Moto Guzzi Stelvio
La Moto Guzzi Stelvio 1200 4V è una motocicletta di tipo crossover prodotta dalla casa motociclistica italiana Moto Guzzi dal 2007 al 2016.

## Descrizione
Rispetto al precedente modello "Quota", di cui riprende almeno in parte l'impostazione, la "Stelvio" (il nome è un omaggio al passo dello Stelvio, tradizionale meta dei motociclisti) è stata pensata per un utilizzo maggiormente stradale, riducendo sensibilmente le caratteristiche tecniche per il fuoristrada e privilegiando l'assetto turistico.
Anche per questo modello la Guzzi utilizza le soluzioni classiche della casa come il propulsore bicilindrico a V, in questo caso a 4 valvole per cilindro, e la trasmissione finale a cardano.
Sotto il punto di vista della ciclistica presenta delle soluzioni classiche, come la presenza di una forcella a steli rovesciati all'anteriore e un monoammortizzatore regolabile al posteriore. L'impianto frenante è composto da una coppia di freni a disco da 320 mm all'anteriore e da uno singolo, da 282 mm, al posteriore.
Alla versione base è stata in seguito affiancata la versione Stelvio 1200 NTX che presenta una nutrita serie di accessori derivati dalle competizioni di tipo Rally Dakar come paracoppa, paramotore, protezione cilindri e paramani, oltre che una coppia di motovalige in alluminio. Inoltre la ruota posteriore ha dimensioni 150/70-17, anziché la più stradale 180/55-17 della MY 2008.

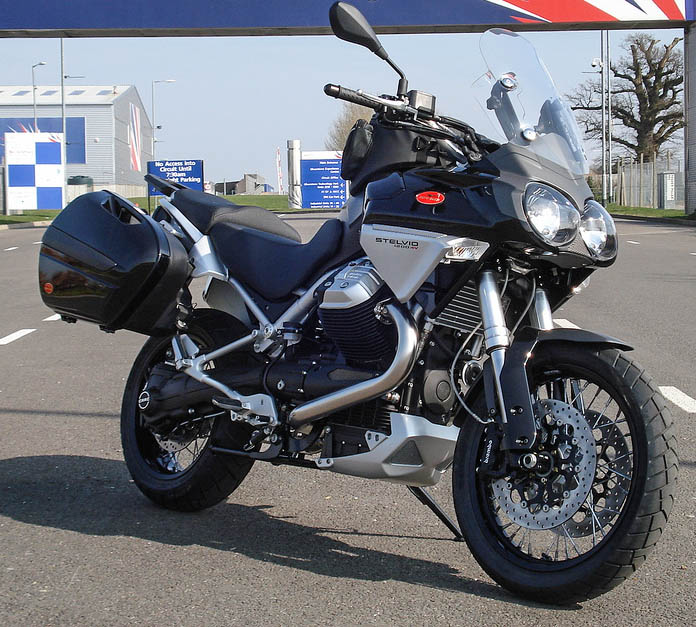
Moto Guzzi Stelvio con accessori da viaggio

Rispetto al modello iniziale, nella NTX “MY 2009” è stata incrementata la coppia motrice ora erogata a un regime minore rispetto al passato.
Nel novembre 2010 è stato presentato un'ulteriore evoluzione con i modelli “MY 2011”: la principale differenza sta nel nuovo serbatoio con capacità portata a 32 litri, tale da sopperire al principale difetto delle serie precedenti, cioè l'autonomia ridotta per una moto che ha tutte le caratteristiche di comfort per effettuare lunghe percorrenze.
Migliorie minori hanno riguardato l'iniezione con doppia sonda lambda, il forcellone posteriore dotato di molla Ohlins e la protezione del pilota grazie a nuovi parabrezza e deflettori.
Nuove anche le colorazioni (bianco, ocra e nero lucido per il modello base) e nero opaco per la NTX.

## Caratteristiche tecniche
| Caratteristiche tecniche - Moto Guzzi Stelvio 1200 4V del 2009               | Caratteristiche tecniche - Moto Guzzi Stelvio 1200 4V del 2009 | Caratteristiche tecniche - Moto Guzzi Stelvio 1200 4V del 2009 | Caratteristiche tecniche - Moto Guzzi Stelvio 1200 4V del 2009 | Caratteristiche tecniche - Moto Guzzi Stelvio 1200 4V del 2009 | Caratteristiche tecniche - Moto Guzzi Stelvio 1200 4V del 2009 |
| Dimensioni e pesi                                                            | Dimensioni e pesi | Dimensioni e pesi | Dimensioni e pesi | Dimensioni e pesi | Dimensioni e pesi |
| ---------------------------------------------------------------------------- | --- | --- | --- | --- | --- |
| Ingombri (lungh.×largh.×alt.)                                                | 2250 × 1025 × 1475 mm | 2250 × 1025 × 1475 mm | 2250 × 1025 × 1475 mm | 2250 × 1025 × 1475 mm | 2250 × 1025 × 1475 mm |
| Altezze                                                                      | Sella: 840 mm - Minima da terra: 210 mm | Sella: 840 mm - Minima da terra: 210 mm | Sella: 840 mm - Minima da terra: 210 mm | Sella: 840 mm - Minima da terra: 210 mm | Sella: 840 mm - Minima da terra: 210 mm |
| Interasse: 1535 mm                                                           | Interasse: 1535 mm | Massa a vuoto: a secco 214 kg, in ordine di marcia 251 kg | Massa a vuoto: a secco 214 kg, in ordine di marcia 251 kg | Serbatoio: 18 l di cui 4,5 di riserva | Serbatoio: 18 l di cui 4,5 di riserva |
| Meccanica                                                                    | | | | | |
| Tipo motore: bicilindrico a V trasversale di 90 gradi, a quattro tempi       | Tipo motore: bicilindrico a V trasversale di 90 gradi, a quattro tempi | Tipo motore: bicilindrico a V trasversale di 90 gradi, a quattro tempi | Tipo motore: bicilindrico a V trasversale di 90 gradi, a quattro tempi | Raffreddamento: misto ad aria e olio con pompa di raffreddamento indipendente | Raffreddamento: misto ad aria e olio con pompa di raffreddamento indipendente |
| Cilindrata                                                                   | 1.151 cm³ (Alesaggio 95,0 × Corsa 81,2 mm) | 1.151 cm³ (Alesaggio 95,0 × Corsa 81,2 mm) | 1.151 cm³ (Alesaggio 95,0 × Corsa 81,2 mm) | 1.151 cm³ (Alesaggio 95,0 × Corsa 81,2 mm) | 1.151 cm³ (Alesaggio 95,0 × Corsa 81,2 mm) |
| Distribuzione: monoalbero a camme in testa con 4 valvole per cilindro        | Distribuzione: monoalbero a camme in testa con 4 valvole per cilindro | Distribuzione: monoalbero a camme in testa con 4 valvole per cilindro | Alimentazione: iniezione elettronica Multipoint sequenziale con 2 corpi farfallati di Ø 50 mm e sonda Lambda | Alimentazione: iniezione elettronica Multipoint sequenziale con 2 corpi farfallati di Ø 50 mm e sonda Lambda | Alimentazione: iniezione elettronica Multipoint sequenziale con 2 corpi farfallati di Ø 50 mm e sonda Lambda |
| Potenza: 77 Kw (105 CV) a 7.500 giri/min                                     | Potenza: 77 Kw (105 CV) a 7.500 giri/min | Coppia: 113 Nm a 5.800 giri/min. | Coppia: 113 Nm a 5.800 giri/min. | Rapporto di compressione: 11 : 1 | Rapporto di compressione: 11 : 1 |
| Frizione: monodisco con parastrappi integrato                                | Frizione: monodisco con parastrappi integrato | Frizione: monodisco con parastrappi integrato | Cambio: a 6 marce | Cambio: a 6 marce | Cambio: a 6 marce |
| Accensione                                                                   | elettronica IDI | elettronica IDI | elettronica IDI | elettronica IDI | elettronica IDI |
| Trasmissione                                                                 | primaria ad ingranaggi elicoidali e finale con doppio giunto di cardano e coppia conica flottante, sistema CA.R.C.; | primaria ad ingranaggi elicoidali e finale con doppio giunto di cardano e coppia conica flottante, sistema CA.R.C.; | primaria ad ingranaggi elicoidali e finale con doppio giunto di cardano e coppia conica flottante, sistema CA.R.C.; | primaria ad ingranaggi elicoidali e finale con doppio giunto di cardano e coppia conica flottante, sistema CA.R.C.; | primaria ad ingranaggi elicoidali e finale con doppio giunto di cardano e coppia conica flottante, sistema CA.R.C.; |
| Avviamento                                                                   | elettrico | elettrico | elettrico | elettrico | elettrico |
| Ciclistica                                                                   | | | | | |
| Telaio                                                                       | a doppia culla aperta in tubi acciaio, con motore portante | a doppia culla aperta in tubi acciaio, con motore portante | a doppia culla aperta in tubi acciaio, con motore portante | a doppia culla aperta in tubi acciaio, con motore portante | a doppia culla aperta in tubi acciaio, con motore portante |
| Sospensioni                                                                  | Anteriore: forcella a steli rovesciati Ø 50 mm, regolabile in estensione, compressione e precarico molla / Posteriore: monobraccio con leveraggio progressivo e monoammortizzatore con regolazione idraulica in estensione e registro del precarico molla | Anteriore: forcella a steli rovesciati Ø 50 mm, regolabile in estensione, compressione e precarico molla / Posteriore: monobraccio con leveraggio progressivo e monoammortizzatore con regolazione idraulica in estensione e registro del precarico molla | Anteriore: forcella a steli rovesciati Ø 50 mm, regolabile in estensione, compressione e precarico molla / Posteriore: monobraccio con leveraggio progressivo e monoammortizzatore con regolazione idraulica in estensione e registro del precarico molla | Anteriore: forcella a steli rovesciati Ø 50 mm, regolabile in estensione, compressione e precarico molla / Posteriore: monobraccio con leveraggio progressivo e monoammortizzatore con regolazione idraulica in estensione e registro del precarico molla | Anteriore: forcella a steli rovesciati Ø 50 mm, regolabile in estensione, compressione e precarico molla / Posteriore: monobraccio con leveraggio progressivo e monoammortizzatore con regolazione idraulica in estensione e registro del precarico molla |
| Freni                                                                        | Anteriore: doppio disco flottante in acciaio inox da Ø 320 mm con pinze radiali a 4 pistoncini contrapposti / Posteriore: disco fisso in acciaio inox da Ø 282 mm con pinza flottante a 2 pistoncini paralleli                                            | Anteriore: doppio disco flottante in acciaio inox da Ø 320 mm con pinze radiali a 4 pistoncini contrapposti / Posteriore: disco fisso in acciaio inox da Ø 282 mm con pinza flottante a 2 pistoncini paralleli                                            | Anteriore: doppio disco flottante in acciaio inox da Ø 320 mm con pinze radiali a 4 pistoncini contrapposti / Posteriore: disco fisso in acciaio inox da Ø 282 mm con pinza flottante a 2 pistoncini paralleli                                            | Anteriore: doppio disco flottante in acciaio inox da Ø 320 mm con pinze radiali a 4 pistoncini contrapposti / Posteriore: disco fisso in acciaio inox da Ø 282 mm con pinza flottante a 2 pistoncini paralleli                                            | Anteriore: doppio disco flottante in acciaio inox da Ø 320 mm con pinze radiali a 4 pistoncini contrapposti / Posteriore: disco fisso in acciaio inox da Ø 282 mm con pinza flottante a 2 pistoncini paralleli                                            |
| Pneumatici                                                                   | tubeless, anteriore 120/70 R19 - posteriore 180/55 R17 | tubeless, anteriore 120/70 R19 - posteriore 180/55 R17 | tubeless, anteriore 120/70 R19 - posteriore 180/55 R17 | tubeless, anteriore 120/70 R19 - posteriore 180/55 R17 | tubeless, anteriore 120/70 R19 - posteriore 180/55 R17 |
| Fonte dei dati: http://www.motoguzzi.it/media/scheda_tecnica_stelvio_ita.pdf | | | | | |